# Мартіль (долина)
Доли́на Мартіль (також  Доли́на рі́чки Мартіль, араб. وادي مرتيل) знаходиться на північний схід від Тетуана в африканській країні Марокко. Довжина становить приблизно від 10 до 15 кілометрів.
Назва Мартіль походить від річки, що протікає через долину. Під час іспанського протекторату над північним Марокко в першій половині XX століття була відома як Ріо-Мартін (на сьогодення перетворилася на «Мартіль»). Річка впадає в Середземне море на морському курорті Мартіль.